# Во всём виноват посыльный
«Во всём виноват посыльный» (англ. Blame It On The Bellboy) — кинокомедия режиссёра Марка Хермана.

## Сюжет

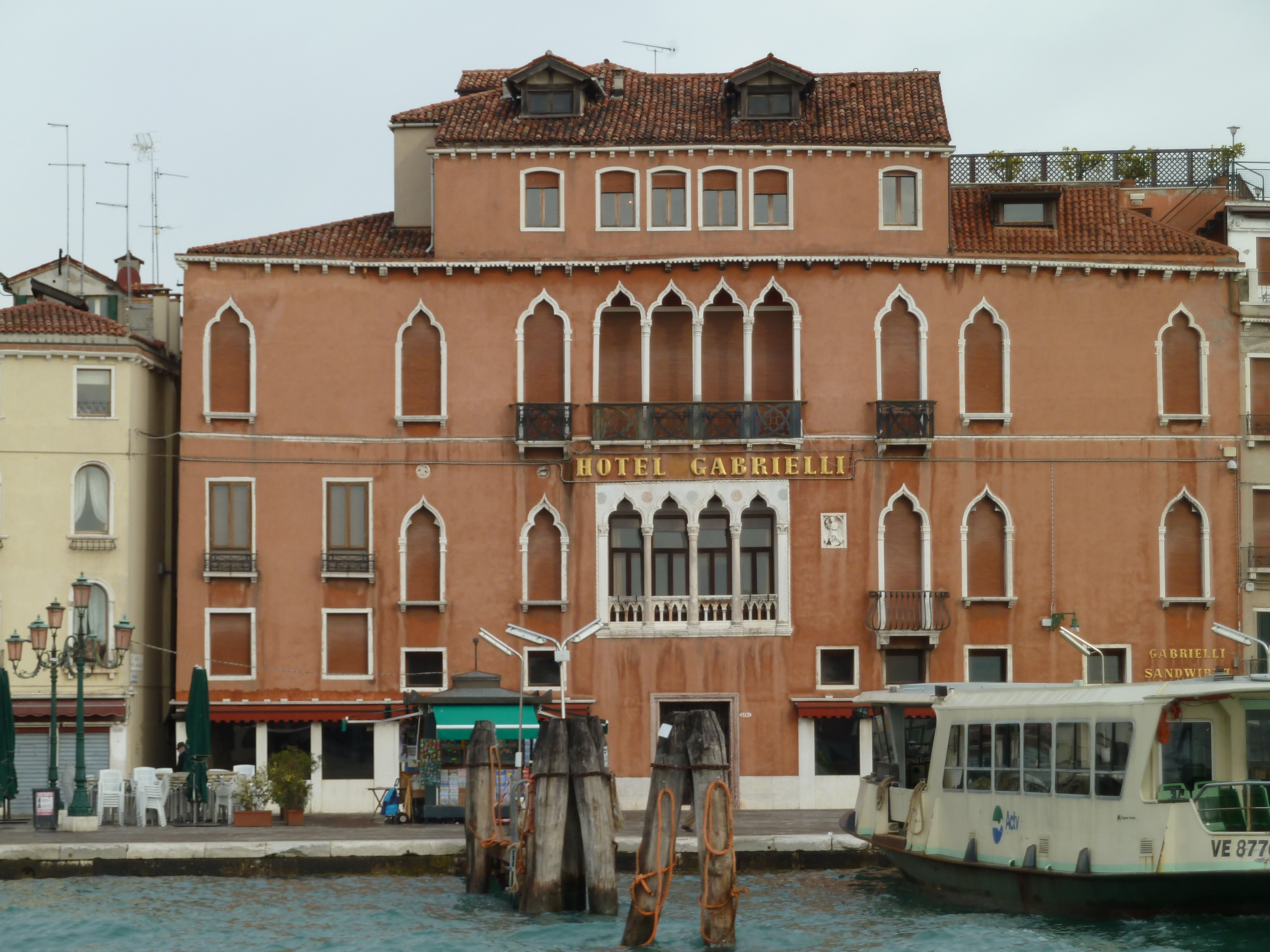
Отель «Габриелли» на набережной Рива дельи Скьявони в районе Кастелло.

В Венеции местный мафиози ожидает покушения. В то же время из лондонского аэропорта Хитроу одним авиарейсом в Венецию прилетают трое незнакомых мужчин с похожими фамилиями: Ортон (англ. Orton), Хортон (англ. Horton) и Лоутон (англ. Lawton). Мелвин Ортон, застенчивый и скромный клерк, которому начальник поручил приобрести виллу в Венеции. Морис Хортон, довольно крупный мужчина, планирует романтическое знакомство с женщиной, которую ему подобрало агентство. Майк Лортон, наемный убийца, который должен получить описание очередной жертвы. По совпадению все трое заселяются в один и тот же небольшой отель «Габриелли». Также все трое ждут сообщений: Мелвин Ортон из агентства недвижимости, которое продает виллу на острове Лидо, Морис Хортон из агентства знакомств, Майк Лортон — от мафии. Однако незадачливый, да ещё и плохо знающий английский язык посыльный перепутал поступившую постояльцам почту, что привело к множеству забавных ситуаций. 
В результате клерк отправляется в дом мафиози, где его принимают за киллера и самого хотят убить, киллер в замешательстве от заказа на убийство симпатичной женщины, а третий постоялец пытается переспать с агентом по недвижимости, продающей виллу. Но в конце ситуация разрешается благополучно почти для всех её участников.

## В ролях
- Дадли Мур — Мелвин Ортон
- Брайан Браун — Майк Лоутон/Чарльтон Блэк
- Ричард Гриффитс — Морис Хортон
- Андреас Катсулас — Скарпа
- Пэтси Кенсит — Кэролайн Райт
- Элисон Стедман — Розмари Хортон
- Пенелопа Уилтон — Патрисия Фулфорд
- Бронсон Пинчот — посыльный
- Джим Картер — Росси
- Алекс Нортон — Альфио